# Noop (プログラミング言語)
Noop (発音: [ˈnoʊ.ɒp]) はGoogle社がかつて開発していたプログラミング言語である。 Noopは古い言語と新しい言語の最もよい特徴の組合を試みる言語である。 言語の初期デザイン草案と限定的なインタープリターを実装したのち、開発者はプロジェクトの継続を断念した。 開発終了の理由として、Kotlinなどの後発の言語が、Noopが当初目標としていた機能の多くを完成させたことが挙げられている。 NoopがターゲットとするプラットフォームはJava仮想マシンである。　

## プログラム例
Noopで書いたHello worldプログラムの例
```
import
 
noop.Application
;

import
 
noop.Console
;

class
 
HelloWorld
(
Console
 
console
)
 
implements
 
Application
 
{

  
Int
 
main
(
List
 
args
)
 
{

    
String
 
s
 
=
 
"Hello World!"
;

    
console
.
println
(
s
);

    
return
 
0
;

  
}

}

```